# South of Heaven
Albums de Slayer
Reign in Blood
(1986) Seasons in the Abyss
(1990)
South of Heaven (Littéralement Au Sud du Paradis) est le quatrième album studio du groupe de thrash metal américain Slayer. Sorti le 11 juillet 1988, l'album est la seconde collaboration avec le producteur de disque Rick Rubin, dont les compétences de production sur l'album Reign in Blood avait aidé le son du groupe à évoluer.
South of Heaven est le deuxième album de Slayer à entrer dans le Billboard 200, et le dernier à sortir chez Def Jam Records, bien que l'album soit devenu un disque de American Recordings après que Rick Rubin a terminé son partenariat avec Russell Simmons. C'est l'un des deux seuls titres de Def Jam être distribués par Geffen Records grâce à Warner Bros. Records, parce que le distributeur original Columbia Records a refusé de sortir l'album. L'album a culminé au numéro 57 et en 1992 a été certifié « or » par la Recording Industry Association of America.
Afin de compenser le rythme de l'album précédent du groupe, Slayer à délibérément ralenti le tempo de l'album. Contrairement à ses précédents albums, le groupe a utilisé des guitares sans distorsion et des voix édulcorées. Certains critiques ont salué ce changement musical, mais d'autres, plus habitués au style des albums antérieurs, ont été déçus. Malgré cela, la chanson Mandatory Suicide et la chanson-titre sont devenus des éléments permanents des passages du groupe sur scène.

## Contexte
South of Heaven a été enregistré à Los Angeles, avec le producteur Rick Rubin, qui avait produit leur album précédent. D'après le guitariste Jeff Hanneman, South of Heaven fut le seul album pour lequel les membres du groupe ont discuté avant d'écrire la musique. Conscients qu'ils ne pourraient pas égaler Reign in Blood, et que quoi qu'ils puissent écrire, ce serait comparé à cet album, ils estimèrent qu'ils devaient « ralentir », chose que le groupe n'avait jamais fait auparavant. Afin de contraster avec les assauts d'agressivité mis en avant dans Reign in Blood, le groupe a donc dans l'ensemble volontairement ralenti le tempo des chansons de l'album. D'autres éléments ont également été ajoutés, comme des guitares sans distorsion ou un style vocal plus grave qu'à l'accoutumée.

## Composition du groupe
- Tom Araya - chants & basse
- Jeff Hanneman - guitare
- Kerry King - guitare
- Dave Lombardo - batterie

## Liste des titres
| No  | Titre                    | Paroles               | Musique                     | Durée |
| --- | ------------------------ | --------------------- | --------------------------- | ----- |
| 1.  | South of Heaven          | Tom Araya             | Jeff Hanneman               | 4:58  |
| 2.  | Silent Scream            | Tom Araya             | Jeff Hanneman, Kerry King   | 3:07  |
| 3.  | Live Undead              | Tom Araya, Kerry King | Jeff Hanneman               | 3:50  |
| 4.  | Behind the Crooked Cross | Jeff Hanneman         | Jeff Hanneman               | 3:15  |
| 5.  | Mandatory Suicide        | Tom Araya             | Jeff Hanneman, Kerry King   | 4:05  |
| 6.  | Ghosts of War            | Kerry King            | Jeff Hanneman, Kerry King   | 3:53  |
| 7.  | Read Between the Lies    | Tom Araya, Kerry King | Jeff Hanneman               | 3:20  |
| 8.  | Cleanse the Soul         | Tom Araya, Kerry King | Jeff Hanneman               | 3:02  |
| 9.  | Dissident Aggressor      | Rob Halford           | K. K. Downing, Glenn Tipton | 2:35  |
| 10. | Spill the Blood          | Jeff Hanneman         | Jeff Hanneman               | 4:49  |

### South of Heaven
South of Heaven commence relativement tranquillement, avec un texte parlé. Le tempo et le volume augmentent lentement par la suite. Au cours de la chanson, l'enfer est décrit : le lieu inhabité décrit est celui des âmes damnées, comme dans le passage Souls condemned for all eternity (« Des âmes condamnés pour l'éternité »). South of Heaven est utilisé dans cette chanson comme un synonyme de l'enfer.

### Silent Scream
Silent Scream parle d'un enfant qui va être sacrifié. L'enfant a apparemment été tué parce qu'il n'était pas souhaité. La scène représente un avortement dans le passage Sacrifice the unborn (« Sacrifiez l'enfant à naître »). Le passage A soul that will never rest est une allusion au Moyen Age. À cette époque, les gens pensaient qu'un enfant qui meurt ne va pas au ciel, mais au purgatoire. Cela pourrait donner un sens au passage, parce que l'âme de l'enfant ne trouve pas le repos dans le purgatoire mais ne peut pas aller au ciel.

### Live Undead
Live Undead raconte l'histoire d'un personnage debout avant sa mort.

### Behind the Crooked Cross
La chanson Behind the Crooked Cross décrit un soldat sur le champ de bataille, agissant dans l'obéissance aveugle et sans conscience, un mot qu'il a appris à oublier (Conscience a word I learned to forget).

### Mandatory Suicide
Mandatory Suicide est la description d'une bataille sanglante. Le protagoniste de la chanson y combat, mais contre son gré, comme l'indique le titre Mandatory Suicide (« suicide obligatoire »).

### Ghosts of War
Ghosts of War se rapporte aux fantômes de la guerre, qui veulent se venger après qu'ils se sont réveillés de leur sommeil de mort.

### Read Between The Lies
Read Between The Lies parle des prédicateurs télévisés qui promettent que les téléspectateurs seront sauvés s'ils leur envoient des dons. La chanson interroge ces pratiques et les rapports des personnes âgées qui font don de leur argent par naïveté, sans rien reçu en retour.

### Cleanse the Soul
Dans Cleanse the Soul, c'est une personne qui sacrifie quelqu'un , puis qui jouit debout sur le corps.

### Dissident Aggressor
Dissident Aggressor est une reprise de Judas Priest sur Sin After Sin.

### Spill the Blood
Spill the Blood parle d'un narrateur à qui il est suggéré de verser son sang. Le narrateur est le diable, il veut tuer la personne concernée par ce péché et perd son âme au diable.